# Ковачи (Краљево)
Ковачи је насељено место града Краљева у Рашком округу. Према попису из 2022. било је 1159 становника.

## Демографија
У насељу Ковачи живи 1031 пунолетни становник, а просечна старост становништва износи 37,9 година (38,0 код мушкараца и 37,8 код жена). У насељу има 402 домаћинства, а просечан број чланова по домаћинству је 3,23.
Ово насеље је великим делом насељено Србима (према попису из 2002. године).
|  |

| Демографија | Демографија | Демографија |
| Година      | Становника  | Становника  |
| ----------- | ----------- | ----------- |
| 1948.       | 352         |             |
| 1953.       | 397         |             |
| 1961.       | 711         |             |
| 1971.       | 1.858       |             |
| 1981.       | 880         |             |
| 1991.       | 950         | 900         |
| 2002.       | 1.297       | 1.315       |

| Етнички састав према попису из 2002.‍ | Етнички састав према попису из 2002.‍ | Етнички састав према попису из 2002.‍ | Етнички састав према попису из 2002.‍ | Етнички састав према попису из 2002.‍ |
| ------------------------------------ | ------------------------------------ | ------------------------------------ | ------------------------------------ | ------------------------------------ |
|                                      |                                      |                                      |                                      |                                      |
| Срби                                 | Срби                                 |                                      | 1.281                                | 98,76%                               |
| Украјинци                            | Украјинци                            |                                      | 1                                    | 0,07%                                |
| Македонци                            | Македонци                            |                                      | 1                                    | 0,07%                                |
| непознато                            | непознато                            |                                      | 14                                   | 1,07%                                |

| Година пописа     | 1948. | 1953. | 1961. | 1971. | 1981. | 1991. | 2002. |
| ----------------- | ----- | ----- | ----- | ----- | ----- | ----- | ----- |
| Број домаћинстава | 71    | 84    | 175   | 484   | 255   | 256   | 402   |

| Број чланова      | 1  | 2  | 3  | 4   | 5  | 6  | 7 | 8 | 9 | 10 и више | Просек |
| ----------------- | -- | -- | -- | --- | -- | -- | - | - | - | --------- | ------ |
| Број домаћинстава | 45 | 85 | 90 | 121 | 44 | 13 | 3 | 0 | 1 | 0         | 3,23   |

| Пол    | Укупно | Неожењен/Неудата | Ожењен/Удата | Удовац/Удовица | Разведен/Разведена | Непознато |
| ------ | ------ | ---------------- | ------------ | -------------- | ------------------ | --------- |
| Мушки  | 571    | 160              | 354          | 25             | 7                  | 25        |
| Женски | 533    | 100              | 349          | 61             | 5                  | 18        |
| УКУПНО | 1.104  | 260              | 703          | 86             | 12                 | 43        |

| Пол    | Укупно                    | Пољопривреда, лов и шумарство | Рибарство                            | Вађење руде и камена | Прерађивачка индустрија       |
| ------ | ------------------------- | ----------------------------- | ------------------------------------ | -------------------- | ----------------------------- |
| Мушки  | 241                       | 7                             | 0                                    | 1                    | 86                            |
| Женски | 149                       | 9                             | 0                                    | 0                    | 40                            |
| УКУПНО | 390                       | 16                            | 0                                    | 1                    | 126                           |
| Пол    | Производња и снабдевање   | Грађевинарство                | Трговина                             | Хотели и ресторани   | Саобраћај, складиштење и везе |
| Мушки  | 4                         | 11                            | 21                                   | 5                    | 27                            |
| Женски | 1                         | 6                             | 24                                   | 8                    | 5                             |
| УКУПНО | 5                         | 17                            | 45                                   | 13                   | 32                            |
| Пол    | Финансијско посредовање   | Некретнине                    | Државна управа и одбрана             | Образовање           | Здравствени и социјални рад   |
| Мушки  | 0                         | 5                             | 24                                   | 12                   | 8                             |
| Женски | 1                         | 0                             | 6                                    | 17                   | 20                            |
| УКУПНО | 1                         | 5                             | 30                                   | 29                   | 28                            |
| Пол    | Остале услужне активности | Приватна домаћинства          | Екстериторијалне организације и тела | Непознато            | Непознато                     |
| Мушки  | 5                         | 0                             | 0                                    | 25                   | 25                            |
| Женски | 4                         | 0                             | 0                                    | 8                    | 8                             |
| УКУПНО | 9                         | 0                             | 0                                    | 33                   | 33                            |